# José Hernández
José Rafael Hernández (Chacras de Perdriel, 10 de noviembre de 1834-Buenos Aires, 21 de octubre de 1886) fue un poeta, político, periodista y militar argentino, especialmente conocido por ser el autor del Martín Fierro, obra máxima de la literatura gauchesca. En su homenaje, el 10 de noviembre  se festeja en la Argentina el Día de la Tradición.
Tras iniciarse como militar en defensa de la autonomía del Estado de Buenos Aires, entre 1852 y 1872 desarrolló una intensa actividad periodística, enfrentado al predominio de la ciudad de Buenos Aires en la organización de su país. En una época de gran agitación política, sostuvo que las provincias no debían permanecer ligadas al gobierno de Buenos Aires.
Radicado en Paraná desde 1857, residió alternativamente en esa ciudad, en Corrientes, Rosario y Montevideo, antes de regresar a Buenos Aires.
Participó en una de las últimas rebeliones federales, dirigida por Ricardo López Jordán, cuyo primer intento de acción finalizó en 1871 con la derrota de los gauchos y el exilio de Hernández en el Brasil. Después de esta revolución continuó siendo durante un tiempo asesor del general revolucionario, pero con el tiempo se distanció de él.
A su regreso a la Argentina, en 1872, continuó su lucha por medio del periodismo y publicó la primera parte de su obra maestra, El Gaucho Martín Fierro. Fue a través de su poesía cómo consiguió un gran eco para sus propuestas y la más valiosa contribución a la causa de los gauchos. Junto con la continuación de la obra, La vuelta de Martín Fierro (1879), forman un poema épico popular. Es generalmente considerada la obra cumbre de la literatura argentina. Posteriormente desempeñó los cargos de diputado y senador de la provincia de Buenos Aires. Ocupando este último cargo, defendió la federalización de Buenos Aires en un memorable discurso, enfrentándose a Leandro N. Alem.

## Infancia

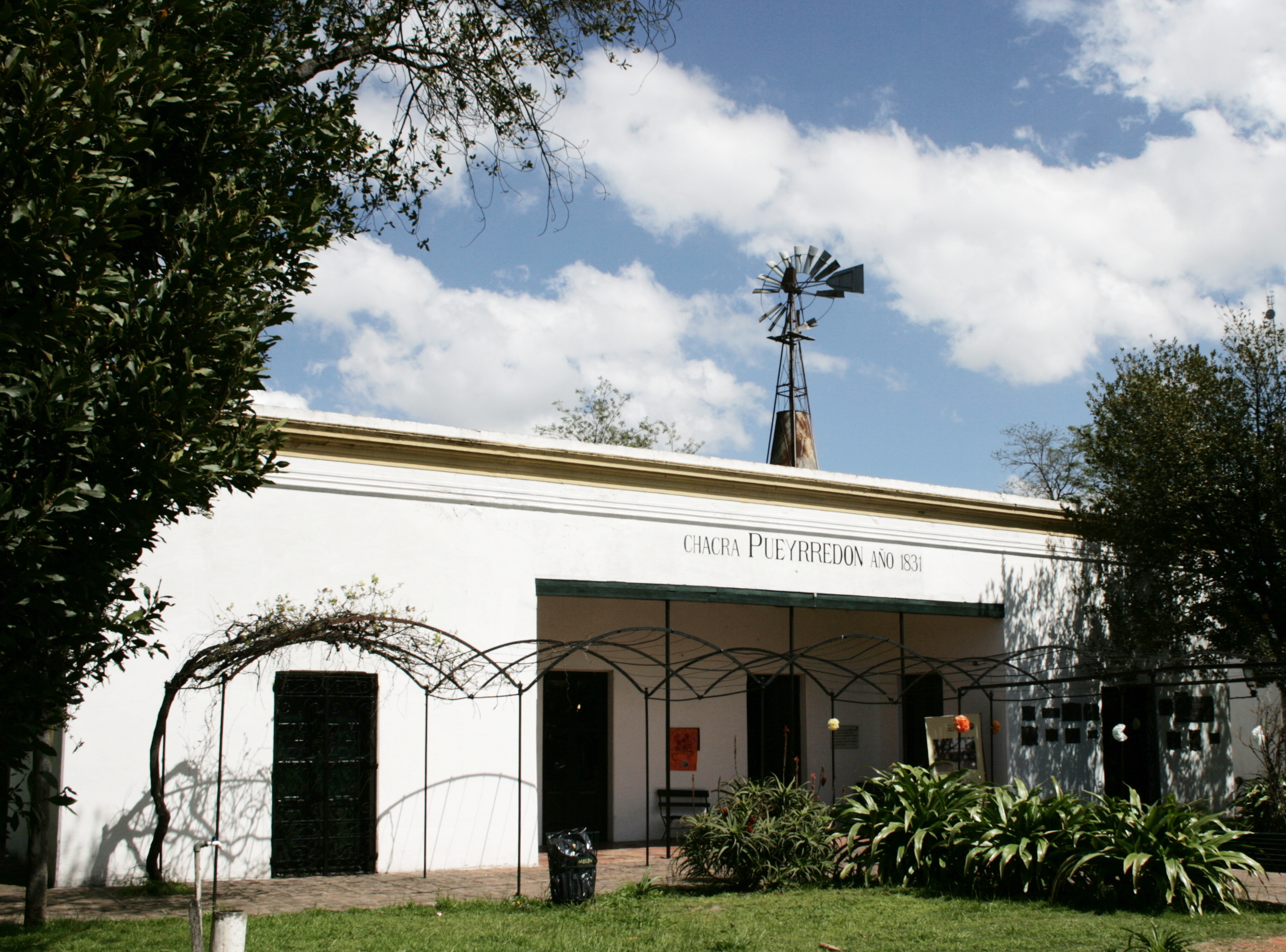
Chacra Pueyrredón, donde hoy funciona el Museo José Hernández.

Nació en la Chacra Pueyrredón, actual localidad de Villa Ballester Oeste, partido de General San Martín, provincia de Buenos Aires, propiedad de su tía Victoria Pueyrredón. Sus padres fueron Rafael Hernández e Isabel de Pueyrredón, prima hermana de Juan Martín de Pueyrredón.
Fue bautizado el 27 de julio de 1835 en la actual Basílica de la Merced, que por entonces se conocía como Catedral del Norte.
Tuvo dos hermanos, Rafael y Magdalena. Fue primo segundo del pintor Prilidiano Pueyrredón y sobrino segundo de Juan Martín de Pueyrredón. Los Pueyrredón eran una familia de filiación unitaria, mientras que los Hernández militaban con los federales; uno de sus tíos murió en la Batalla de Caseros, luchando a las órdenes de Juan Manuel de Rosas.
Sus padres viajaban seguido a las estancias de su propiedad en el sur de la provincia de Buenos Aires, y dejaban al niño al cuidado de su tía Victoria, a la que apodaba "Mamá Toto". Hacia 1840 los Pueyrredón, sintiéndose amenazados por la Mazorca, el brazo armado del rosismo, debieron buscar refugio en Montevideo y José fue dejado al cuidado de su abuelo paterno, José Gregorio Hernández Plata, que poseía una quinta en Barracas, sobre el Riachuelo.
Comenzó a leer y escribir a los cuatro años. Estudió en el Liceo Argentino de San Telmo, dirigido por Pedro Sánchez, entre los años 1841 y 1845. Allí recibió clases de lectura y escritura, doctrina cristiana, historia antigua (romana y de España), aritmética, dibujo y gramática castellana. En 1845 se agregaron cursos de francés, geometría y geografía sin costo adicional, en reconocimiento del director Sánchez de su capacidad y conducta.
En 1843 falleció su madre. El niño padecía un problema en el pecho, que por prescripción médica debía ser tratado con un cambio de clima, lo que lo obligó en 1846 a abandonar sus estudios y trasladarse a las pampas de la provincia de Buenos Aires. Se fue con su padre, que era mayordomo de las estancias del gobernador Rosas en la zona de Camarones y Laguna de los Padres. Esto le permitió entrar en contacto con los gauchos; aprendió a andar a caballo y a realizar todas las tareas que estos realizaban. Además fue la base de sus profundos conocimientos de la vida rural y del cariño por el paisano que demostró en todos sus actos. En ese período tuvo una visión directa de la realidad del hombre de campo, donde pudo «captar el sistema de valores, lealtades y habilidades que cohesionaban a la sociedad rural».

## Vida familiar
En Paraná contrajo matrimonio con Carolina González del Solar, con quien tuvo ocho hijos: Isabel Carolina Hernández González del Solar (nacida en Paraná el 16 de mayo de 1865); Manuel Alejandro (nacido en Paraná el 6 de noviembre de 1866); María Mercedes (nacida en Paraná el 24 de septiembre de 1867); Margarita Teresa (nacida en San Martín, Buenos Aires, el 28 de mayo de 1871); Juan José; María Sofía (nacida en Buenos Aires el 20 de junio de 1876); María Teresa (nacida en San Martín el 24 de octubre de 1877); y Carolina (nacida en Buenos Aires el 7 de abril de 1879).
En 1878 se sostenía económicamente por medio de la compra-venta de campos en la calle Tacuarí 17, y de un negocio denominado Librería del Plata.

## Carrera militar
Se enroló en las milicias del Estado de Buenos Aires poco después de la batalla de Caseros. Bajo el mando de Pedro Rosas y Belgrano y Faustino Velazco, intervino en 1853 en la represión del levantamiento del coronel Hilario Lagos contra el gobernador Valentín Alsina; fueron derrotados en San Gregorio el 22 de enero del año siguiente. Siendo ya teniente, participó en la victoria en la batalla de El Tala en noviembre de 1854.
Debió abandonar las filas del ejército por razones políticas en 1858, y se mudó a la provincia de Entre Ríos para dedicarse al periodismo.
Intervino posteriormente en las batallas de Cepeda y Pavón a órdenes de Justo José de Urquiza. Tras esta última batalla, mantuvo diferencias con Urquiza por sus supuestas defecciones, que no le impidieron escribir en 1868 una carta en la que lo elogiaba entre manifestaciones de lealtad:

[...] cualquiera que sean las emergencias futuras, siempre nos hallará a su lado escuchando su voz para cumplir sus órdenes [...] Los Hernández no han sido traidores jamás. En los últimos años que no han sido de flores para nosotros, podría haber buscado un refugio en las filas opuestas, pero nadie me ha visto vacilar en mi fe política, desertar de mis compañeros, desmayar en la lucha, ni pedirle a los enemigos ni un saludo, ni un apretón de manos ni la más ligera consideración. No habrá quizá un solo enemigo que abrigue esperanzas de una apostasía de mi parte.

Si bien en tres ocasiones manifestó su lealtad a Urquiza, es probable también que su relación estuviera marcada por los recelos. Hernández se pronunció abiertamente contra el asesinato de Urquiza «porque no creemos que sobre la sangre pueda cimentar jamás nada que sea sólido y duradero». Pero meses después del asesinato llegó a expresar:

Urquiza era el gobernador tirano de Entre Ríos, pero era más que todo el jefe traidor del gran partido federal, y su muerte, mil veces merecida, es una justicia tremenda y ejemplar del partido otras tantas veces sacrificado y vendido por él.

Participó junto con su hermano Rafael de la batalla de Cañada de Gómez, en la que también fueron derrotados por los mitristas. Se trató de una incursión sorpresiva de tropas del Estado de Buenos Aires sobre las de la Confederación Argentina.[cita requerida]
En Entre Ríos formó parte de la última rebelión gaucha que intentó defender la autonomía de esa provincia y al partido Federal contra los embates del presidente Sarmiento. Fue liderada por Ricardo López Jordán, y su primer acto fue el asesinato de Urquiza. En un memorándum Hernández le sugirió crear una república independiente conformada por Corrientes, Entre Ríos y en algún momento Santa Fe, buscando apoyo de Brasil para lograrlo. Finalmente fueron derrotados en 1871; López Jordán y Hernández se exiliaron en Santana do Livramento, Brasil. Allí permaneció hasta 1872, año en que emigró a Uruguay; posteriormente fue amnistiado por Sarmiento y regresó a la Argentina.

## Carrera periodística

### La Reforma Pacífica
En 1856 inició su carrera periodística, poco después del último intento de Hilario Lagos de incorporar a Buenos Aires a la Confederación. Se alineó en el Partido Federal Reformista, dirigido por Nicolás Calvo, que apoyaba la incorporación de Buenos Aires a la Confederación. A los integrantes del medio se los llamaba "chupandinos" por su supuesta afición a la bebida. A su vez a los contrarios se los llamaba "pandilleros", porque se decía que andaban siempre en pandilla o grupos.
Hernández se vinculó al periódico de ese partido, La Reforma Pacífica, editado por Juan José Soto; el hijo de este, Héctor Soto, años más tarde codirigiría con Hernández un periódico en el Uruguay. El diario salió a la calle el 1 de diciembre de 1856, con un tamaño de 84 centímetros por 53 de ancho, contando con tres columnas anchas y ocho páginas; circulaba diariamente, excepto los días posteriores a los feriados. Su suscripción costaba 30 pesos al mes. Su redacción funcionaba en Defensa 73, siendo trasladada posteriormente a Representantes 71, al tiempo que cambiaba su formato y reducía el número de páginas.
Hay referencias que afirman que el trabajo de Hernández fue de colaborador. Otras lo ubican como corresponsal en Paraná, a donde había debido trasladarse en 1858, tras un duelo con un dirigente opositor, que a su vez le forzó a dejar el ejército porteño. Allí trabajó como empleado de comercio y en la Administración Nacional.
Posteriormente a la batalla de Cepeda trabajó como taquígrafo del Congreso Nacional en esa ciudad entrerriana; sus supuestas colaboraciones de esa época en La Reforma Pacífica no pueden ser verificadas por no estar firmadas. Recién en 1860 se puede determinar que un artículo firmado bajo el seudónimo de "Vincha" es de su autoría. Las colaboraciones como Vincha se sitúan entre el 13 de febrero de 1860 y el 12 de enero de 1861. El 18 de febrero de ese año apareció una columna que decía:

"Vincha. Tal es el seudónimo de nuestro más activo, laborioso e ilustrado corresponsal de las provincias. Ya hemos publicado antes correspondencias del señor Vincha, que lo han hecho conocer ventajosamente; en adelante bastará ver su nombre al pie de un escrito para que los lectores se detengan con gusto a recorrer las páginas trazadas por su pluma. Estamos ciertos que ninguno de nuestros colegas podrá presentar un extracto tan fiel y tan luminoso de la sesión del 6 como el que publicamos a continuación, debido a la infatigable laboriosidad de Vincha."

En 1861 fue nombrado secretario del general Juan Esteban Pedernera, vicepresidente de la Confederación bajo la presidencia de Santiago Derqui.

### El Nacional Argentino
En la época en que residió en Paraná, Hernández publicó asiduamente en el diario El Nacional Argentino. Este periódico salió a la calle el 3 de diciembre de 1852 en Paraná; circulaba los jueves y los domingos, con un formato de 48 centímetros por 31 de ancho a cuatro columnas, aumentando a 57 centímetros de alto por 40 de ancho el 5 de marzo de 1855, y comenzando a circular también los martes y sábados. Se transformó en diario finalmente en 1858. Su administrador era Jorge Alzugaray y se imprimía en la Imprenta del Estado.
El 22 de septiembre de ese año comenzaron las apariciones de "Vincha", con una editorial titulada "Comunicado. La Convención Nacional no es juez de las elecciones", con el fin de rebatir lo expuesto en el Correo Argentino. El segundo editorial apareció el día 30, y se tituló "Desenlace Complicado". El hecho de que fuera secretario del vicepresidente de la Confederación y taquígrafo justificaba el uso del seudónimo.
En total publicó dieciocho artículos, entre los que se destaca el que dice:

La incorporación política (de Buenos Aires) está efectuada por los Pactos del 11 de noviembre y 6 de junio; la reincorporación administrativa, gubernativa, va a realizarse muy pronto. Para la República se abre una nueva era; una época de paz, de progreso, de actividad mercantil, de desarrollo moral y material.

Para la realización de estas vastas esperanzas, para el cumplimiento de las promesas con que nos halaga el presente, existe una condición esencial e indispensable: la
estabilidad de las instituciones, el respeto y obediencia a la autoridad ejecutiva, que encargada de la dirección de los destinos del país, le conduce a la felicidad por el camino que le traza la ley.

Aun siendo partidario de Urquiza, militante federal, apoyaba la posición integracionista de Derqui con la esperanza de un futuro de paz y progreso, como sostiene en todas sus colaboraciones a partir de esa fecha.
El 15 de octubre de 1860 fue su última aparición en este medio, y cambió su firma por la de "J.H.". El 25 de octubre de ese año fue la última edición del diario.

### El Litoral
Según una investigación del autor Fermín Chávez, Hernández colaboró en el diario El Litoral de Paraná, propiedad de Evaristo Carriego (padre). Afirmación que apoya Noé Jitrik en su biografía del escritor, señalando la prédica federal de El Litoral, que coincide con la de El Argentino. El trabajo en este diario, de tendencia antimitrista y en ocasiones también antiurquicista y federal disidente, le fue ofrecido por el doctor Carriego, de quien era amigo.
En una revisión realizada en los archivos del diario El Litoral por la investigadora María Celina Ortale, se descubrieron varias columnas firmadas por Hernández. Además aparecen colaboraciones del hermano de Hernández, Rafael, quien editó una columna titulada "Laberinto", que constaba de crónicas sociales, algunos versos y bromas políticas.
Las colaboraciones de Hernández en este medio son del año 1862, ya que al año siguiente fundaría El Argentino. Su primera aparición fue el 18 de febrero de ese año, con una solicitada al Director defendiendo un artículo titulado "Presente mazorquero", publicado en La Patria, donde se le atribuyen la publicación de dos tarjetas de carnaval en tono de burla:

Rivadavia! Vaya un chaucha:
¡Quién no le conoce la hebra!
Que con cognac y ginebra
Murió ahogado como un laucha.
Colaboración adjudicada a Hernández para El Litoral.

De veras? Vive Dios! Mitre?

Dime simpática chica

Y ese tísico belitre

Es el que tanto te pica?
Otra colaboración de Hernández para El Litoral.

Por estos versos se lo acusó de villano, mazorquero y cobarde en el periódico La Patria, en donde se afirmó también que eran un obsequio para unas señoritas de la ciudad. Hernández hizo un descargo, reclamando que ningún editor se hizo responsable de la denuncia. En otra solicitada del día 5 de abril, reclamó que el tal "Aramis" —que lo había acusado en el periódico contrario— se diera a conocer.
Una semana después de esta aparición se creó la denominada sección "Laberinto" donde participó Rafael, el hermano de Hernández. La sección es de variedades, con breves comentarios sociales y festivos y algunos políticos. El 17 de abril, Rafael acusa al "loco Sarmiento" de diezmar San Juan, en coincidencia con el ánimo de su hermano y de Carriego.
Desde mediados de julio hasta mediados de agosto aparecieron avisos de Hernández, presentándose como síndico en quiebras, prueba de que fue apoderado y representante en estos casos.
El 14 de agosto de 1862 firmó con sus iniciales J. H. dos artículos que aparecieron debajo de la columna del director, una posición privilegiada en el diario. Uno se titulaba "Muy notable", sobre un episodio de robo en un vapor paraguayo. El segundo, "Revista de periódicos", incluía comentarios de las noticias que arribaban en el vapor "Dolorcitas" y que trataban de los proyectos de federalización de Buenos Aires, la represión de la revolución en Catamarca por parte de Gelly y Obes y de Rivas, y la situación en Mendoza, que finalizó con esta sintésis:[cita requerida]

Los elementos de orden no imperan en ninguna parte y el malestar y la agitación general, reaparecen aunque lentamente. La reorganización nacional, tan decantada es problemática aún. El restablecimiento del orden, de la paz, de la armonía, parece alejarse por instantes. El arte de reedificar no se aprende demoliendo.

En otras columnas de días posteriores se refirió a la situación en Corrientes, donde imperaba un desorden social y político. Además trató sobre la federalización de la ciudad de Buenos Aires, la extensión del código de comercio y el nombramiento en el ejército de nuevos generales. Realizaba también críticas a políticos y candidatos a políticos de diferentes provincias, como así también al Congreso de la Nación, ironizando sobre la falta de actividad absoluta del mismo.

### El Argentino
El periódico El Argentino fue fundado a mediados 1863 por Hernández, tiempo después de contraer matrimonio en junio de ese año en la catedral de Paraná con Carolina González del Solar.
El 12 de noviembre de ese año le tocó cubrir en su medio el asesinato del general Ángel Vicente Peñaloza, cuya cabeza fue exhibida en la plaza de Olta, La Rioja. El hecho conmovió profundamente a Hernández, que lo reflejó en las editoriales de su periódico. Durante el mes del ajusticiamiento del caudillo riojano le dedicó varias editoriales, que posteriormente serían reunidos con el nombre de Vida del Chacho, o Rasgos biográficos del general D. Angel V. Peñaloza. En ellos —aunque denotaba no conocer exactamente las circunstancias de la muerte del caudillo— acusaba por su muerte a los unitarios, especialmente a Sarmiento, y prevenía al general Urquiza que le esperaba el mismo destino a manos de estos.
A fines de 1863 dejó de aparecer El Argentino. Hernández permaneció en Entre Ríos, dedicado a actividades comerciales.

### El Eco de Corrientes
Tras el inicio de la Guerra del Paraguay, se trasladó a Corrientes, donde su cuñado, Melitón González del Solar, ejercía la medicina. Fue nombrado fiscal interino del Estado en reemplazo del doctor Tomás J. Luque, que había renunciado.
Además comenzó a escribir en el diario El Eco de Corrientes, en fecha desconocida. Pudo haber sido en 1867 o el 24 de agosto de 1866, según la colección de la Biblioteca Nacional donde Hernández aparece como uno de sus colaboradores, pero no el primero ni tampoco el único, ni como fundador.
El 18 de febrero de 1868, Hernández califica como "tiranos" a Francia y los López, del Paraguay. "Cincuenta años ha permanecido ese país como un obstáculo a la civilización y al progreso", dice, y recuerda a las víctimas correntinas que "gimen aún en los calabozos del Déspota" (Francisco Solano López). (Tulio Halperin Donghi, José Hernández y sus mundos, Sudamericana, 1985, páginas 41, 42 y 64)
En las páginas de ese diario, que circulaba bimensualmente, debió contraargumentar las columnas que el diario opositor La Esperanza le dedicaba por su condición de funcionario público. Hernández firmaba con su nombre completo o con sus iniciales J. H., como lo hizo el 1 de marzo de 1868 en un editorial de carácter antisarmientista, o en otro del 31 de marzo, en que fustigaba a sus adversarios políticos.
Su última edición fue la del 26 de mayo de 1868: al día siguiente era derrocado el gobernador Evaristo López y sus ministros fueron perseguidos. Hernández debió renunciar a su cargo y también a otro de maestro de gramática del colegio San Agustín. Se trasladó a Rosario, donde Ovidio Lagos le ofreció colaborar con el diario La Capital.

### La Capitalde Rosario
La Capital de Rosario salió a la calle en 1867, siendo uno de los diarios más antiguos de Argentina que aún se edita. Fue fundado para apoyar el proyecto de Manuel Quintana de instalar en esa ciudad la Capital de la República y la candidatura de Mariano Cabal a la gobernación santafesina. Su fundador, Ovidio Lagos, había publicado artículos en La Reforma Pacífica y también —como Hernández— militaba en el federalismo.
Sus artículos aparecían con las iniciales J. H.; el primero apareció publicado el 20 de junio, titulado "Los sucesos de Corrientes y la prensa anarquista", analizando el problema de la legalidad provincial, que había sido violada por la revuelta mitrista que había derrocado a Evaristo López.
En ediciones posteriores, Hernández defendió la instalación de la capital de la Nación fuera de la ciudad de Buenos Aires, particularmente en Rosario:

El poder de Buenos Aires, que ha de ser siempre una amenaza para los pueblos mientras aquella provincia se mantenga como hasta aquí dominada por un círculo exclusivista y anárquico, ese poder se encontraría contenido por la proximidad del Gobierno Nacional, establecido en un punto fuera del alcance de su influencia; se hallaría observado de cerca y forzosamente estrechado dentro de los límites territoriales de su provincia.

La capital en el Rosario sería la única solución conveniente que puede darse a las grandes cuestiones políticas y administrativas que nos han agitado y dividido hasta hoy.

La capital en Buenos Aires sin traer grandes beneficios para aquel pueblo, hace la ruina del resto de la Nación. Aun cuando fuera posible el ridículo fenómeno de la coexistencia en Buenos Aires de los dos Gobiernos, Nacional y Provincial, esa coexistencia trae así misma aparejados inconvenientes de tal naturaleza, que la convierten en un absurdo, en una extravagancia política.

Las colaboraciones fueron diarias hasta el 21 de julio, cuando Hernández se trasladó a Buenos Aires. El 23 de julio de 1868, Ovidio Lagos le dedicó una editorial de despedida en su diario:

Este apreciable caballero, amigo y correligionario político, se marchó ayer para Buenos Aires; que su viaje sea feliz y su permanencia en la gran ciudad tranquila. El señor Hernández, que se hallaba establecido en Corrientes, trabajaba allí en la prensa apoyando siempre a la libertad y a las buenas ideas; independiente de todas nuestras cuestiones las ha tratado con elevación y un conocimiento poco común de nuestros hombres y nuestras cosas.

Peregrino contra su voluntad, por la persecución del célebre gobierno revolucionario de Corrientes, con su permanencia de pocos días en Rosario, La Capital le debe notables artículos, que han llevado la palabra de verdad de nuestra situación política al ánimo del pueblo.

### El Río de la Plata
Una vez asentado en Buenos Aires, instaló en la calle Victoria 202 la administración y redacción del diario El Río de la Plata, con los objetivos de autonomía municipal, abolición de contingentes de fronteras y elección popular de jueces de paz, comandantes militares y consejeros escolares. Era un matutino que se editaba en formato sábana y el editor y regente fue Juan Recalde.
Esa, además, fue una época próspera para el periodismo argentino, en que nacieron los actuales diarios La Nación y La Prensa.
El tono del diario fue equilibrado y evitaba los ataques personales, recurso que por entonces era habitual en la prensa. Este periódico, más que criticar los problemas diarios, trató de afrontar los fundamentales y no resueltos del nacionalismo. Desde las páginas de El Río de la Plata Hernández apoyó en 1869 al general Ricardo López Jordán, partidario de Evaristo López, quien había resignado sus aspiraciones a recuperar la gobernación. El periódico fue cerrado el 22 de abril de 1870 por el mismo Hernández después del asesinato de Urquiza; simultáneamente, el presidente Sarmiento había ordenado su clausura.
El 9 de marzo de 1870, ante la muerte de Francisco Solano López, Hernández, en El Río de la Plata, llama al muerto "aborto de la naturaleza" y agrega que sólo cabe "ir al templo a dar gracias al Dios inmortal de la justicia" (Tulio Halperin Donghi, José Hernández y sus mundos, Sudamericana, 1985, páginas 103 y 121).
Se trasladó a Entre Ríos, donde entre noviembre y diciembre de 1870 se incorporó a las fuerzas rebeldes de Ricardo López Jordán. El 26 de enero de 1871 López Jordán fue derrotado en la batalla de Ñaembé, y desde abril de 1871 hasta principios de 1872 permaneció junto a Hernández en Santana do Livramento, Brasil.

### La Patria
Luego de su estancia en Brasil Hernández se mudó a Montevideo, Uruguay, donde según algunas fuentes habría colaborado con La Patria. Más tarde, amparado por una amnistía promovida por Sarmiento, regresó a Buenos Aires para escribir su famoso libro Martín Fierro. Tuvo algunos contactos con el general López Jordán en Santana do Livramento.
Regresó al Uruguay a mediados de 1873, al estallar la segunda rebelión jordanista, ya que sus vínculos con el jefe rebelde eran notorios. Mientras el gobierno nacional le ponía precio a la cabeza de este y su equipo de colaboradores, Hernández acompañaba al caudillo en su invasión a Entre Ríos.[cita requerida]
Regresado a Montevideo, Hernández retomó las tareas periodísticas en el diario a partir del 1 de noviembre de ese año. Por entonces al diario lo dirigía Héctor Soto, hijo de Juan José, el que fuera editor de La Reforma Pacífica.
El 10 de marzo de 1874 publicó un manifiesto a nombre de López Jordán, pero claramente de su autoría, en que explicaba las razones de su revolución del año anterior, y su derrota en la Batalla de Don Gonzalo. Entre abril y mayo le respondió al publicista Benjamín Vicuña Mackenna por medio de nueve artículos en el medio periódistico, firmados con el pseudónimo "El Patagón".
En agosto de 1874 codirigió el diario con su amigo Soto. Regresó por breve tiempo a Buenos Aires, y a su regreso a Montevideo asumió la dirección del diario por ausencia de Soto, hecho que anunció en las páginas del mismo. El diario La Política de Buenos Aires, propiedad de Evaristo Carriego (padre), reproducía todos los artículos de Hernández publicados en el diario uruguayo.
Ese año, Hernández redactó —a pedido de López Jordán— un pedido de auxilio en armas que debía tramitarse ante las autoridades del Imperio del Brasil, pero que nunca llegó a ser ejecutado. Meses después, se separó definitivamente del caudillo, por diferencias estratégicas.
El 1 de enero de 1875 dejó de circular La Patria. Hernández regresó a Buenos Aires, amparado en la política conciliadora del presidente Nicolás Avellaneda, que había asumido la presidencia de la Nación el 12 de octubre del año anterior.

### Desempeño en otros medios
Hay referencias que afirman que colaboró en otros medios. Una de ellas sostiene que fundó el diario El Plata, hecho que habría ocurrido después de la revolución de 1873, pero no hay evidencia alguna de la existencia del mismo.
El diario La Tribuna publicó un comentario crítico sobre la segunda edición de su "Vida del Chacho", libro que recopilaba sus notas de El Argentino de Paraná durante 1863, calificando la obra de Hernández como notablemente reaccionaria. Tres días después, otro comentario lo calificaba de jordanista, "partidario de la situación" y prosélito de Avellaneda. En respuesta, Hernández replicó ambos ataques en la columna de La Libertad, diario propiedad de Manuel Bilbao; el artículo se tituló "Señor Sarmiento: ¿Por qué mataron?":

Cuando los que mataban, los que aplaudían la matanza y los que la predicaban como justicia, me llamaban a mi «mazorquero», porque condenaba aquellos excesos y defendía en tantos desgraciados el derecho de vivir, yo no podía, no debía quedarme sin retribuir el sangriento apóstrofe.

Era una injuria recíproca. Recibía una y devolvía otra que le era correlativa.

Pero los que mataron, Sr. Sarmiento, los que mataron son más culpables, cualesquiera que sean las formas en que lo hicieron, que los que condenaron a los matadores, cualesquiera que sean los términos que escribieron.

Al día siguiente, La Tribuna publicó otro artículo, en que lo acusaba de haberse vengado con "crueldad refinada" de Sarmiento, Mitre y Urquiza. Esta acusación fue rechazada por Hernández en la edición del 26 de septiembre de 1875.
El 28 de septiembre La Tribuna dio por finalizada la discusión diciendo:

Federalote ultra, entusiasta, admirador y humilde eco de los actos del Chacho y servidor del virtuoso general Dn. Ricardo López Jordán, que no por haber asesinado al general Urquiza fue menos virtuoso ante la moral de Dn. José Hernández, profesa principios incompatibles y de imposible relación con los que forman el credo de la Redacción de «La Tribuna». Es nuestra última palabra.

Colaboró también en 1876 en El Bicho Colorado, una publicación humorística que apareció en Buenos Aires el 1 de febrero de 1876, dirigida por el mismo Hernández. El artista francés Carlos Clérice fue su dibujante; contenía ocho páginas en prosa y una en verso, que incluía una sátira a Juan María Gutiérrez, por haber rechazado un diploma de la Real Academia Española. Se lo vendía en Perú 217 de Buenos Aires, al por mayor.
Otro semanario humorístico en el que colaboró fue en Martín Fierro, aparecido el domingo 13 de agosto de 1876. "Tres gauchos baqueanos" aparecían como redactores y tenía composiciones en prosa y en verso. Se supone que Hernández firmó como "El payador Pepe José" los días 18 y 30 de septiembre. Tres años antes de la aparición en el mercado de La vuelta de Martín Fierro ya se lo anunciaba en este periódico. Esta primicia permite suponer que uno de los "Tres gauchos baqueanos" habría sido José Hernández.

## Trayectoria sociopolítica
Después de abandonar el ejército por haberse batido en duelo con otro oficial, ingresó en el Club Socialista Argentino entre 1859 y 1860. Al año siguiente ingresó en la Logia Masónica del Litoral, llegando a ser su secretario al año siguiente y aportando a sus actos una retórica llamativa por la ausencia del tópico del progreso con desprecio a lo telúrico. Poco antes de su fallecimiento fue proclamado miembro libre de la Orden por haber cumplido 25 años de militancia.
Durante la presidencia de Santiago Derqui ejerció cargos políticos menores, y su primera actuación política destacada fue la de ministro general de gobierno en campaña del gobernador correntino Evaristo López, durante los meses transcurridos entre la deposición del gobernador y la derrota definitiva de su defensor, el general Nicanor Cáceres.
En 1878, a su regreso a la Argentina luego del exilio, instaló en sociedad con Rafael Casagemas la Librería del Plata, que a fines de ese año habría adquirido completamente. También se afilió a la logia masónica Obediencia de la Ley n.º 13, en la que participó hasta su fallecimiento. Ese año fue diputado provincial y luego senador.[cita requerida]
Participó del proyecto de expropiar los terrenos para fundar el pueblo de Necochea con fondos de Rentas Generales,[cita requerida] y fue uno de los colaboradores de Dardo Rocha en el proyecto de erección de la ciudad de La Plata. El mismo nombre de la ciudad fue ideado por Hernández, a partir de la derivación de uno de uno de sus apellidos paternos, en conjunción con la idea de argentinidad. El día de la fundación oficial de esta ciudad Hernández hizo el asado con que fue celebrada.
En 1880, en sociedad con Hipólito Yrigoyen, fundó el Club de la Juventud Porteña en apoyo a la candidatura de Julio Argentino Roca,[cita requerida] quien ganaría las elecciones por amplia mayoría. Ese mismo año, al producirse la federalización de Buenos Aires como capital del país, defendió el proyecto en el senado provincial, en un histórico debate en que enfrentó a Leandro N. Alem, que hubiera preferido trasladar la capital a otra ciudad.[cita requerida]
Sus ideas políticas parecen haber variado desde su rebelión de diez años antes, ya que en ese momento estaba abiertamente a favor de la inmigración europea, la extensión de la red ferroviaria, la consolidación y unificación del Estado, en consonancia con las ideas similares que habían sostenido los unitarios y los gobiernos que habían sucedido al de Rosas. Algunos autores interpretan ese cambio como indicios de un cambio psicológico evidenciado por Hernández,[cita requerida] o bien que tal vez el creyó que era el momento de aburguesarse.
En 1881 fue nuevamente electo senador provincial, y reelecto en 1885. Ejercía como senador al momento de su fallecimiento, ocurrido en el año 1886.[cita requerida]

## Obra literaria
Hernández inició en la literatura con algunas composiciones poéticas cultas, sin mayor fortuna. Pero fue en la poesía gauchesca donde encontraría su inspiración, con títulos como Rasgos biográficos del general Ángel Peñaloza del año 1863, en donde narra la vida y asesinato de este famoso caudillo, que fue llamado Vida del Chacho a partir de su segunda edición. En esta obra critica a Sarmiento, con quien tiene posiciones enfrentadas: el gobernador sanjuanino había sido nombrado director de guerra al producirse la segunda sublevación de Peñaloza contra el gobierno nacional, con instrucciones de reducirlo a un hecho policial. El conflicto terminó con el asesinato de Peñaloza, desarmado, a manos de sus perseguidores; acto seguido fue decapitado para exhibir su cabeza clavada sobre una lanza. El hecho, según Hernández, tuvo como responsable político a Sarmiento.
La Instrucción del Estanciero fue un ambicioso proyecto de Hernández, editado por Casavalle en 1881, mientras era senador provincial. Trata sobre las posibilidades económicas del campo argentino, con consejos para el hombre de estancia. Acerca de esa publicación, su hermano Rafael afirmó:

"La autoridad incontestable que tenía en asuntos campestres fue causa que el gobierno del doctor Rocha le confiara la misión de estudiar las razas preferibles y los métodos pecuarios de Europa y Australia, para lo cual debía dar la vuelta al mundo, siendo costeados por la provincia todos los gastos de viaje y estudios y rentado con sueldo de 17 mil pesos moneda corriente mensuales durante un año, sin más obligación que presentar al regreso un informe que el gobierno se comprometía a publicar. Tan halagadora se suponía esta misión, que el decreto fue promulgado sin consultar al favorecido, quien al conocerlo por los diarios se presentó en el acto al despacho del gobierno rehusando tal honor. Como el gobernador insistiera en que se necesitaba un libro que enseñase a formar las nuevas estancias y fomentar las existentes, le contestó (José Hernández) que para eso era inútil el gasto enorme de tal comisión; que las formas y prácticas europeas no eran aplicables TODAVÍA a nuestro país, por las distintas condiciones naturales e industriales; que la selección de razas no puede fijarse con exclusiones por depender del clima y la localidad donde se crían y las variaciones del mercado, que, en fin, en pocos días, sin salir de su casa, ni gravar el erario, escribiría el libro que se necesitaba. Con tal efecto escribió «Instrucción del estanciero», que editó Casavalle y cuyos datos, informaciones y métodos bastan para formar un perfecto mayordomo o director de estancias y enseñarle al propietario a controlar sus administradores."

Los consejos que se brindan en ese libro son útiles aún en la actualidad —con las evidentes salvedades tecnológicas— a los estancieros actuales como guía, ya que brinda conocimientos en detalle de las actividades diarias. A pesar de esto, fue por mucho tiempo el menos conocido de los libros de Hernández. El viaje propuesto por Rocha le fue ofrecido también a su hermano Rafael, que también rechazó el ofrecimiento, por respeto a su hermano.
Otras obras importantes fueron el relato gauchesco Los treinta y tres orientales, y varios escritos dispersos, que serían recopilados póstumamente en Prosas del autor del Martín Fierro (1834-1886).[cita requerida]

### Martín Fierro

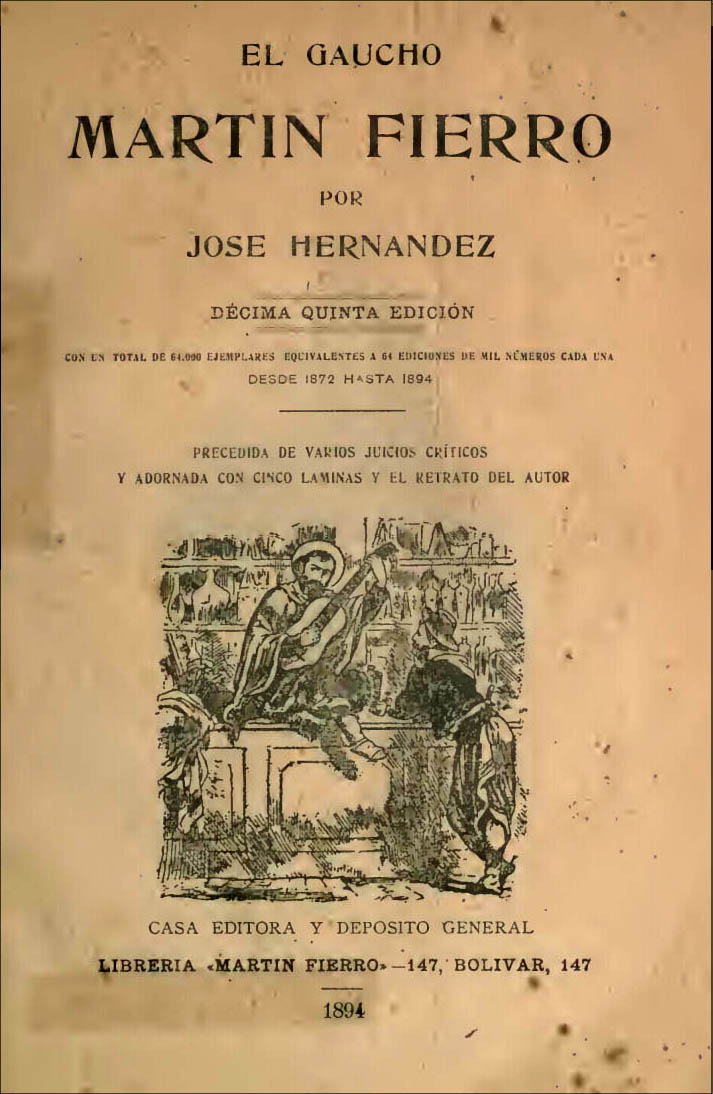
Decimoquinta edición de El Gaucho Martín Fierro, obra cumbre de José Hernández.

Estando proscrito por Sarmiento y escondido en el Gran Hotel Argentino —prácticamente frente a la Casa de Gobierno, en Buenos Aires— Hernández comenzó a escribir algunos poemas de amor.
Sin interrumpir su trabajo, escribió a continuación —en papel de estraza de una libreta de pulpería— los siete cantos y medio que aún perduran de la primera edición de El Gaucho Martín Fierro. El 28 de noviembre de 1872, el diario La República inició la publicación por entregas del poema de Hernández, que se completó al poco tiempo. En diciembre de ese año, el Martín Fierro apareció en formato de libro, editado por la imprenta La Pampa, precedida por una importante carta del autor a su amigo y editor José Zoilo Miguens.

"El poema recoge algunas fuentes folclóricas (diálogos entre gauchos, ciertas combinaciones estróficas), fuentes gauchescas autóctonas (semejanzas con algunos otros poemas gauchescos, en versos o pasajes), y fuentes románticas (antecedentes de Echeverría y su Cautiva, color local, rebeldía, exaltación del bandido, algunos rasgos estilísticos, reminiscencias de personajes de la literatura española...)"
Loprete (1978), pag. 422

La obra comenzó inmediatamente a venderse en las zonas rurales. Era leída en grupo, en fogones o pulperías, y su gran éxito se debió a que pintaba con veracidad las vicisitudes del gaucho y los paisanos se reconocían en la desgracia del protagonista.[cita requerida]
En 1879, cuando el libro ya había sido reeditado gran cantidad de veces,[cita requerida] se publicó la continuación de la obra, llamada La vuelta de Martín Fierro, en una edición ilustrada por Carlos Clérice. Ambas partes conforman el Martín Fierro, extenso poema nativo, que es calificado de obra maestra en su género,[cita requerida] ya que logra la interpretación sociológica de una época y de una sociedad, aúna lo lírico, lo descriptivo, lo satírico y lo épico, alcanzando los caracteres de una epopeya.
El gran mérito de José Hernández fue el de llevar a la literatura la vida de un gaucho contándola en primera persona, con sus propias palabras e imbuido de su espíritu. En el gaucho, Hernández descubrió la encarnación del coraje y la integridad inherentes a una vida independiente. Esta figura era, según él, el verdadero representante del carácter argentino.
Lo que el autor no había conseguido con su actividad política lo obtuvo por medio de la literatura. A través de la poesía consiguió un gran eco para sus propuestas, y el Martín Fierro fue su más valiosa contribución a la causa de los gauchos.[cita requerida]

#### Obras
| 1863 | Vida del Chacho               |
| 1872 | El Gaucho Martín Fierro       |
| 1878 | Los treinta y tres orientales |
| 1879 | La vuelta de Martín Fierro    |
| 1881 | Instrucción del Estanciero    |

## Fallecimiento

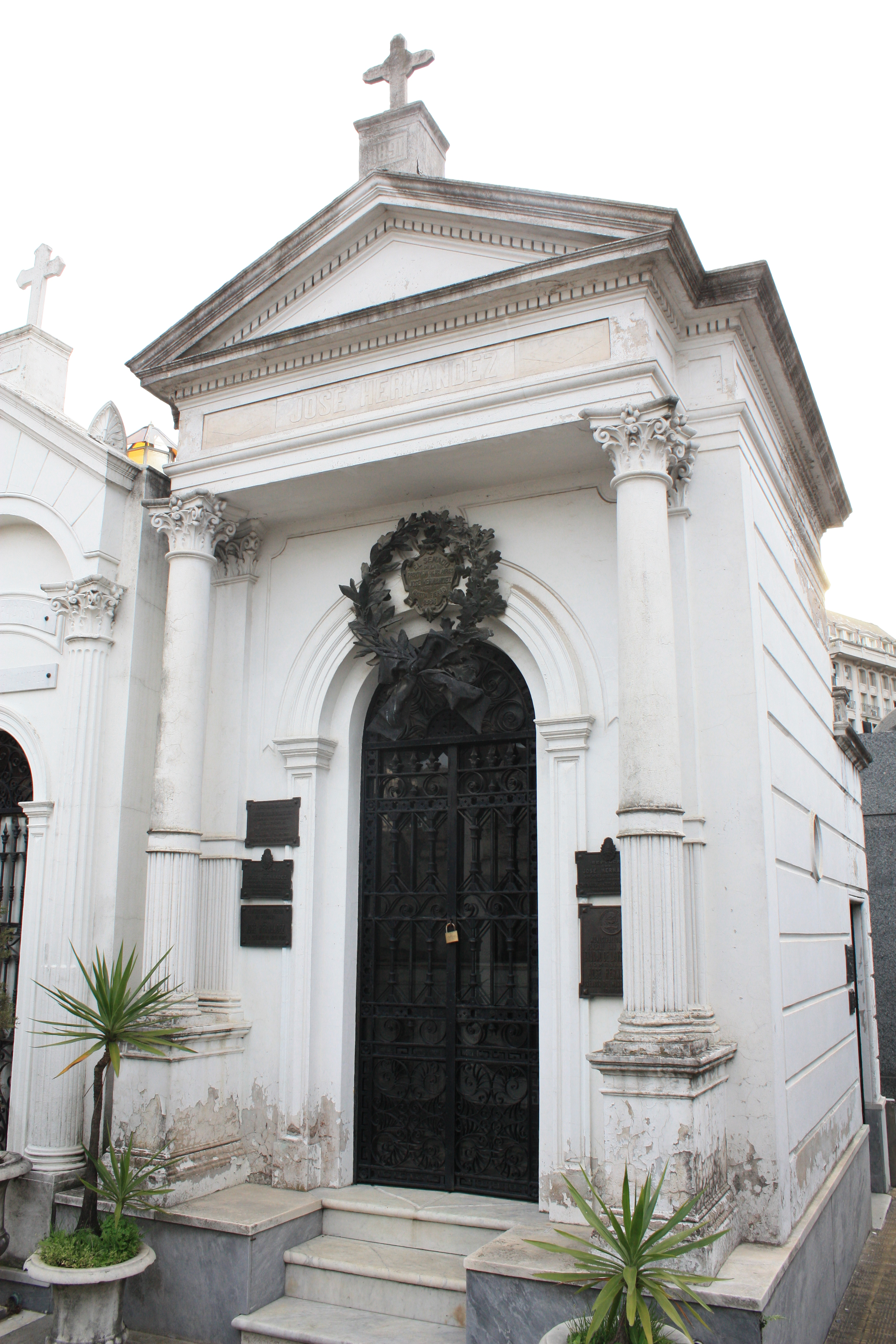
Sepulcro de José Hernández, en el Cementerio de la Recoleta. Por su valor histórico, el sepulcro goza de protección jurídica: fue designado monumento histórico nacional.

José Hernández falleció el jueves 21 de octubre de 1886, a los 51 años, en su quinta de Belgrano, ubicada en la entonces calle Santa Fe (actual avenida Cabildo) 468, a causa de una afección cardíaca —una miocarditis que derivó en un ataque cardíaco—. Sus últimas palabras fueron: «Buenos Aires... Buenos Aires...».
Sus restos descansan en el Cementerio de la Recoleta de la ciudad de Buenos Aires.

### Homenajes
Llevan su nombre una localidad del partido de La Plata, una estación de la Línea D del Subte de Buenos Aires, así como la calle del barrio de Belgrano correspondiente a dicha estación. También lleva su nombre una estación del Ferrocarril General Roca, actualmente en desuso. La empresa prestataria de la Línea 252 de colectivos de Buenos Aires se llama Transportes José Hernández S. A. Además llevan su nombre el colegio José Hernández, ubicado en Villa Ballester, además de otra institución educativa en Florencio Varela.
En la Argentina, el 10 de noviembre se celebra el Día de la Tradición, por el día de su nacimiento.
Su obra más representativa, Martín Fierro, también ha recibido numerosos homenajes en calles, avenidas, escuelas y plazas públicas en todo el país. Asimismo, la cantante Juana Molina tiene una canción llamada Martín Fierro, en la que interpreta algunos versos del libro El Gaucho Martín Fierro.
La banda de heavy metal argentino Almafuerte le rinde homenaje al nombrarlo en su canción Zamba de resurrección, escrita por Ricardo Iorio y compuesta por Claudio Marciello.
El asteroide (19079) Hernández fue nombrado en su honor.